# Pueri gaudentes
Pueri gaudentes je chlapecký sbor při Základní umělecké škole v Praze 7. Sdružuje nyní okolo 200 dětských i téměř dospělých zpěváků ve čtyřech odděleních. Je jedním z mála českých chlapeckých sborů. Sbormistryní je od jeho založení v roce 1990 Zdena Součková. Od roku 2011 se na činnosti podílí sbormistr Ing. Mgr. Libor Sládek a od roku 2017 též sbormistr Jan Kyjovský. Název souboru Pueri gaudentes je odvozen od kmenového názvu sboru Radost Praha a v překladu znamená radostní kluci.

## Činnost
Sbor Pueri gaudentes má sedm oddělení. V koncertním oddělení roku 2009 zpívá asi 50 chlapců 11 až 14letých a asi 30 mladých mužů 15 až 30letých, ve třech přípravných odděleních zpívá cca 110 chlapců 7 až 12letých. Cílem práce v těchto odděleních je naučit děti základům zpěvu i hudební teorie a připravit je tak na budoucí činnost v koncertním oddělení.
Ve sboru zůstávají podle starých tradic i mutující chlapci, i když nemohou vystupovat na koncertech a jejich pěvecké schopnosti jsou po nějaký čas omezené. V tomto kritickém období je velmi důležité, aby mutující chlapci neztratili se sborem kontakt, aby zůstali v kulturním prostředí sboru, chodili na zkoušky poslouchat a nacvičovat a zvyšovali své odborné znalosti. Po překonání mutačních potíží se stávají platnou posilou mužské části sboru. Téměř všichni mladí muži ve sboru prošli i jeho chlapeckou částí.
Chlapci se zúčastňují mnoha zajímavých akcí, mezi něž patří i zahraniční zájezdy. Při svých cestách po Evropě i zámoří chtějí ukázat na koncertech nejen své pěvecké umění, ale také prohloubit přátelské a kulturní svazky se svými hostiteli a poznat co nejvíce z přírodních krás, památek a kultury hostitelské země.
Pueri gaudentes již dlouhou dobu účinkují ve všech představeních opery Carmen ve Státní opeře Praha. Tato spolupráce byla později rozšířena i na opery Mefistofeles, Turandot, Boris Godunov, Bubu z Montparnassu, na Českou mši vánoční a další díla. Členové sboru účinkují ve vystoupeních s předními českými hudebními tělesy a zpěváky. Chlapci natáčejí různé pořady pro radio i televizi. Sbor také spolupracuje s hudebním skladateli Pavlem Jurkovičem a Emilem Hradeckým, kteří mu věnovali několik vlastních skladeb.
Repertoár sboru je velmi pestrý, neomezuje se na určité druhy skladeb. Jsou v něm jak skladby pouze pro chlapecké hlasy (soprán a alt), tak i skladby pro muže (tenor a bas) a pro smíšený sbor. Sbormistryně se snaží seznámit chlapce se skladbami různých autorů, hudebních období i stylů. Jsou to skladby církevní i světské, lidové písně mnoha národů v různých úpravách, od gregoriánského chorálu, přes středověké písně a polyfonní skladby až po díla současných autorů. Mnozí členové sboru hrají na různé hudební nástroje, sami si obstarávají instrumentální doprovod.

## Historie
Sbor Pueri gaudentes byl založen v září 1990 sbormistryní Zdenou Součkovou jako odezva na vzrůstající zájem chlapců a jejich rodičů o sborový zpěv. Díky velkému zájmu a přílivu chlapců a díky jejich vytrvalosti a vůli se prosadit byly překonány počáteční rozpaky a nedůvěra. Především však cílevědomá a neústupná práce sbormistryně potvrdila oprávněnost a užitečnost takového sboru. V říjnu 2010 oslavil sbor velkým koncertem v Rudolfinu 20 let své existence. Od roku 2011 se sborem spolupracuje jako druhý sbormistr Libor Sládek. Sbor neustále zvyšoval svou uměleckou úroveň, kterou potvrdil na četných koncertech v ČR i na zájezdech v Itálii, Rakousku, Francii, Německu, Belgii, Nizozemsku, Švédsku, Norsku, Japonsku, Řecku, Španělsku, Polsku, Finsku, Estonsku, Slovinsku, Lotyšsku, Litvě a Izraeli.
Mezinárodní premiéru si sbor odbyl v roce 1993. Cílem prvního zahraničního turné sboru byla Sicílie. Na mnoha koncertech sbor poznal pravý italský temperament, který umocnil překvapivý úspěch jednotlivých vystoupení. O dva roky později se sbor zúčastnil první mezinárodní soutěže ve své historii. Na festivalu dětských sborů v únoru 1995 v Nantes (Francie) chlapci postoupili až do semifinále. O rok později si Pueri gaudentes přivezli první ocenění. V Neerpeltu (květen 1996, Belgie) v samostatné kategorii chlapeckých sborů získali první cenu. Vánoční zájezd do Holandska pak uzavřel úspěšný rok. V červenci 1997 se sbor zúčastnil další soutěže chlapeckých sborů, tentokrát v Leccu (Itálie) a ani odtud neodjížděl bez ocenění, tentokrát získal druhé místo. V červenci 1998 Pueri gaudentes absolvovali čtrnáctidenní zájezd do Norska a Švédska. Rok 1999 položil před sbor největší výzvu – turné po Japonsku. I tento příjemný úkol chlapci zvládli. Výprava čítající 35 členů se vrátila ze sedmnáctidenního pobytu ověnčena mnoha úspěchy. Červenec 2000 byl ve znamení zájezdu do Řecka. Z mezinárodní soutěže pěveckých sborů v Preveze si Pueri gaudentes přivezli stříbrnou medaili. Úspěšný rok zakončilo vánoční turné do Španělska. Tím ovšem zahraniční cesty neskončily. V roce 2001 byli Pueri gaudentes na mezinárodním festivalu v Poznani, v roce 2002 opět ve Španělsku, v Rakousku a Itálii. Pro rok 2003 bylo připraveno speciální turné „Cesta dobré vůle II“ do Japonska a mužská část sboru slavila úspěch na Pražských dnech sborového zpěvu, kde získala první cenu. V roce 2004 se Pueri gaudentes vydali na tzv. „Severskou cestu“ při které navštívili Německo, Polsko, Švédsko, Finsko, Estonsko, Lotyšsko a Litvu. Aby toho nebylo málo, v roce 2005 vyhrála mužská část koncertního sboru stříbro na mezinárodní soutěži v Lindenholzhausenu v Německu. V roce 2006 Pueri gaudentes získali na 54. ročníku mezinárodní soutěže v Neerpeltu v Belgii 1. cenu "Cum laude" a v červnu poprvé účinkovali na Pražském jaru. Konec roku byl ve znamení koncertů ve Státní opeře. V roce 2007 se chlapecký sbor potřetí vypravil do Japonska, tentokrát navštívili chlapci mimo jiné Tokio a Nagano. V roce 2008 se sbor vydal na turné po Dánsku a na zájezd s operou Turandot do rakouského Salcburku. V roce 2009 sbor v Praze hostil spřátelený sbor Hibiki z Japonska, se kterým koncertoval na schodech Národního muzea. Mužská část sboru se vypravila na turné po Norsku. Sbor účinkoval v České televizi v rámci tradičních adventních koncertů. Rok 2010 se nesl v oslavách 20. výročí vzniku sboru. V roce 2011 sbor navštívil Izrael a provedl zde dětskou operu Hanse Krásy Brundibár. V roce 2012 s touto operou koncertovali chlapci v ruském Sankt Petěrburgu.
Pueri gaudentes se také podílejí na nahrávání zvukových nosičů. Na jaře 1996 vydali své první profilové CD. V roce 1997 se podíleli na vydání CD Spirituály & gospely s mezzosopranistkou Evou Kriz-Lifkovou, v roce 1998 natočili společně s Pardubickou komorní filharmonií a dirigentem Bostockem Douglasem CD věnované Gabrielovi Faurému (mj. Requiem a Pavana) a v roce 1999 připravili pro své posluchače vánoční CD Sem, sem, sem, pastýři. Oslavy výročí založení sboru doprovodilo CD 10 let Pueri gaudentes. V roce 2002 se sbor podílel na nahrávce Pohádek z rozkvetlé louky a stříbrné tůňky s Taťjanou Medveckou a Pavlem Soukupem. První multimediální CD Zkouška na koncert bylo vydáno v roce 2003. Diskografii uzavírá vánoční CD LAUDATE Pueri dominum, natočené v roce 2007. Kromě těchto CD se sbor podílel i na mnoha dalších projektech s významnými českými umělci. Sbor také natáčí různé pořady pro radio i televizi.
Od roku 1994 účinkují chlapci ze sboru ve všech představeních opery Carmen George Bizeta ve Státní opeře Praha. Tato spolupráce byla později rozšířena i na opery Turandot (od roku 1995), Boris Godunov (1996–1998), Bubu z Montparnassu (1999), Českou mši vánoční (od 1998), Dorian Gray (2000) a Fyzikové (2000), Kouzelná flétna (2002), Rusalka (od roku 2006). Členové sboru účinkovali s předními českými hudebními tělesy a zpěváky – např. v Rekviem Lloyda Webbera nebo ve slavném projektu Bernsteinovy Mše na Pražském hradě. Sbor také spolupracuje s hudebním skladatelem Pavlem Jurkovičem, který mu věnoval několik vlastních skladeb. Sbor se též angažuje v rámci různých benefičních akcí. V roce 2002 účinkoval na koncertě pro hnutí „Na vlastních nohou“, v roce 2003 zpíval na koncertě „Voices for Hospices“ a v roce 2005 v lednu spolupořádal sbor Pueri gaudentes benefiční koncert „Kdo může, pomůže…“ na pomoc obětem ničivých vln tsunami v Jihovýchodní Asii.